# Dryocopus pileatus
Il picchio pileato (Dryocopus pileatus Linnaeus, 1758) è un uccello appartenente alla famiglia Picidae diffuso in America settentrionale.

## Descrizione

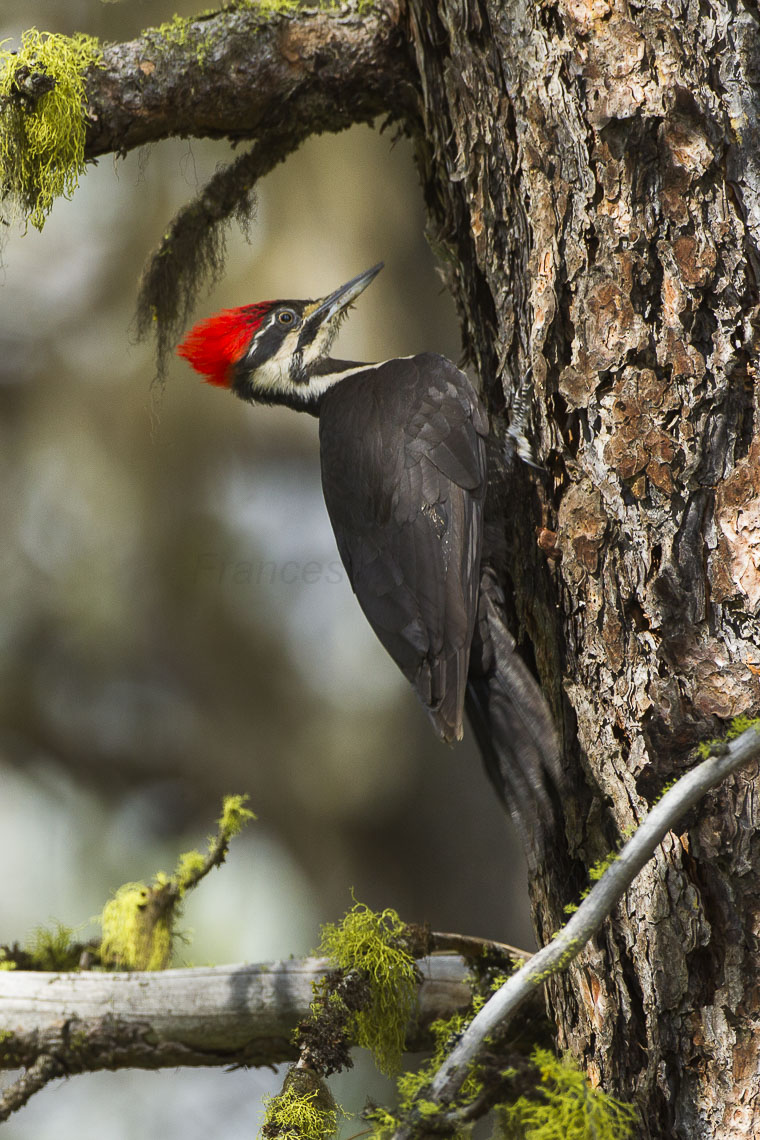
Esemplare femminile di D. pileatus

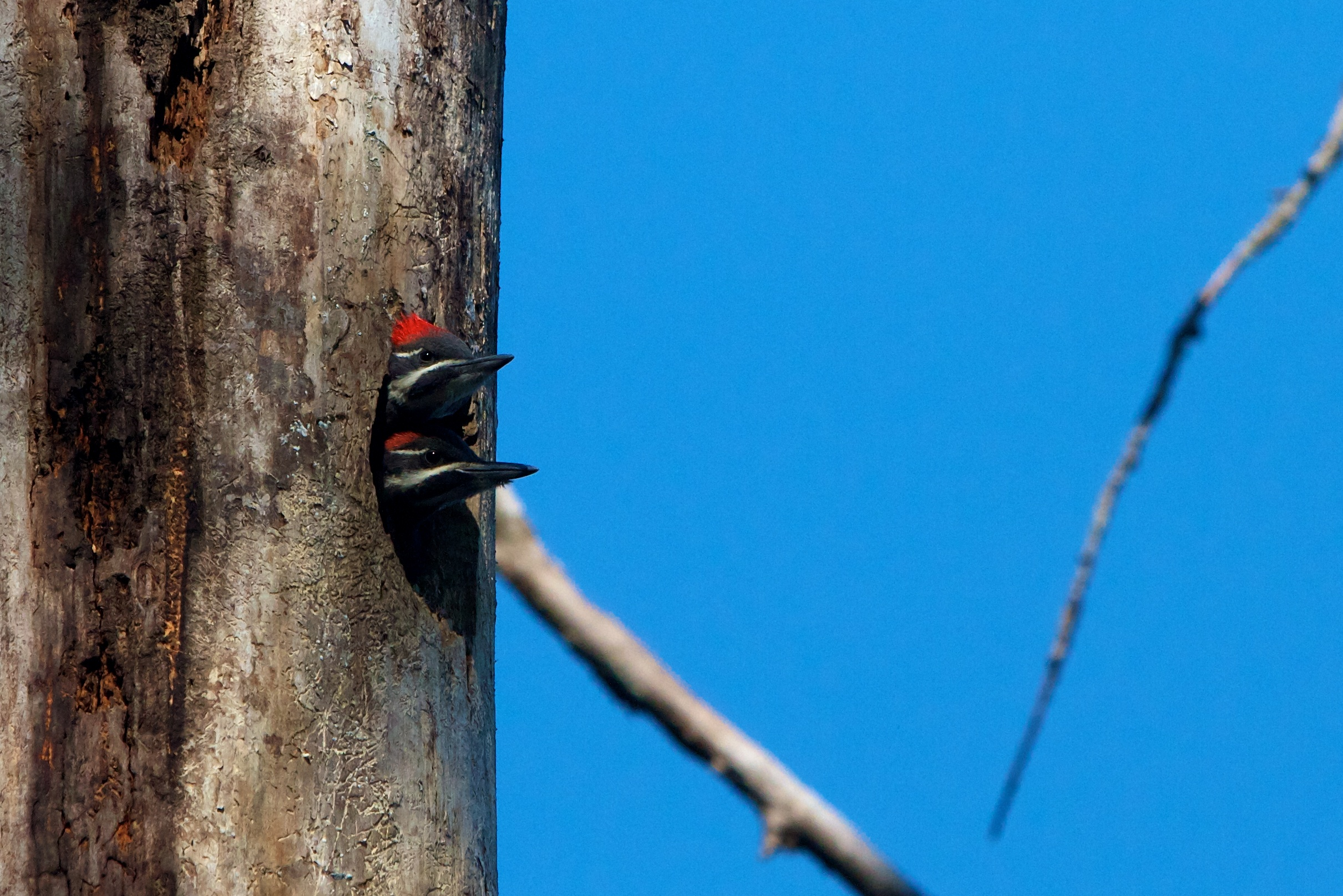
Giovani che si affacciano dal nido

Il picchio pileato misura circa 42 cm di lunghezza; ciò ne fa il terzo picchio più grande del Nordamerica dopo il - probabilmente estinto - picchio imperiale (Campephilus imperialis) e il picchio dal becco avorio (Campephilus principalis). Il piumaggio è nero con strisce bianche sul collo e sulla testa; la cresta rossa, tenuta sempre sollevata, è presente in entrambi i sessi, tuttavia il maschio ha anche delle striature rosse ai lati del becco. Questo dettaglio è l'unico elemento di dimorfismo sessuale nella specie.

## Biologia
Si nutre prevalentemente di formiche e insetti xilofagi, ma anche di bacche e ghiande. Nidifica in buchi scavati all'interno di tronchi, ceppi e a volte anche pali del telefono. In primavera i maschi rivendicano il possesso di un determinato territorio picchiettando con il becco su un ramo in modo caratteristico. 

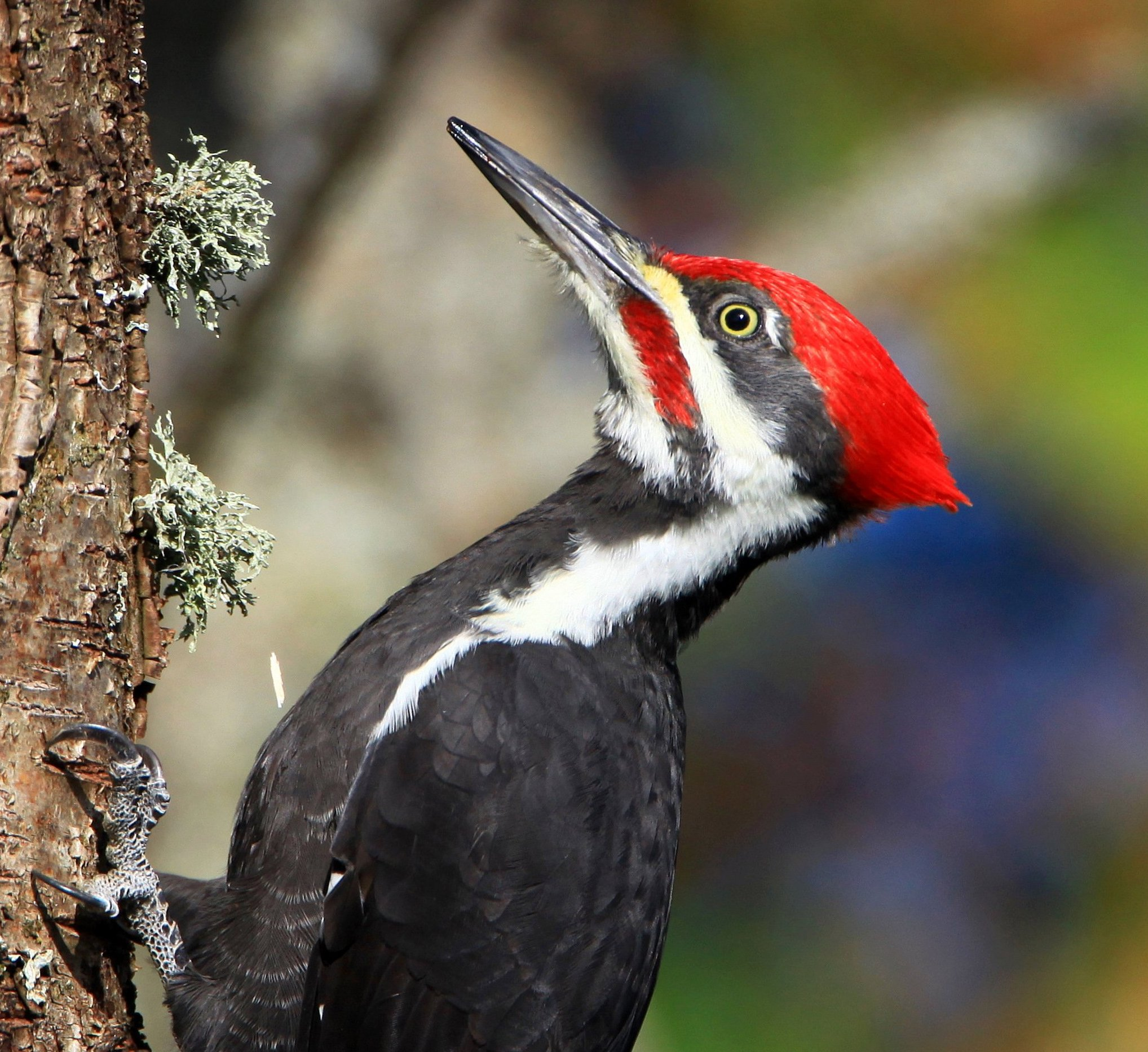
Dettaglio delle striature rosse nel maschio

## Distribuzione e habitat
La specie è stanziale e l'areale comprende parte del Canada e degli Stati Uniti, specialmente quelli orientali. Vive in foreste, boschi più o meno fitti (compresi quelli decidui) e parchi.